# Hornøya
Hornøya ist eine Insel in der Kommune Vardø im Fylke Finnmark. Sie ist Norwegens östlichste Insel und liegt gut einen Kilometer von Vardø in der Barentssee. Auf dem höchsten Punkt der Insel (60 moh.) befindet sich das Leuchtfeuer Vardø fyr. Seit dessen Automatisierung im Jahr 1991 ist die Insel unbewohnt, abgesehen von einigen Biologen der Universität Tromsø, die in der Sommerzeit auf der Insel forschen und im Leuchtturmwärterhaus wohnen.
Die Insel besteht aus Sandstein und Schiefer und misst etwa 900 Meter in nord-südlicher sowie 650 Meter in west-östlicher Ausdehnung. Sie besitzt auf der Westseite einen steilen Abhang, während der Osthang zum Meer hin flacher abfällt und schließlich in die Halbinsel Store Avløysinga mündet. Der Holm Lille Avløysinga liegt südlich von Hornøya. Auf der Westseite, zwischen Hornøya und der Nachbarinsel Reinøya, befindet sich die kleine Insel Prestholmen.
Auf Hornøya lebt eine der größten Seevogelkolonien Norwegens. Auf der steilen Felsseite nisten insgesamt mehr als 40.000 Vogelpaare der Arten Tordalk, Trottellumme, Dreizehenmöwe, Papageitaucher, Dickschnabellumme, Kormoran, Gryllteiste und Krähenscharbe. Weiterhin nisten auf der Insel (und auf Reinøya) eine große Anzahl an Silbermöwen und Mantelmöwen. Weitere Vogelarten sind der Kampfläufer, die Bachstelze und der Kolkrabe. Besonders die Dickschnabellummen ziehen Vogelenthusiasten von weit her an. Die Insel steht seit 1983 unter dem Naturschutz des Hornøya og Reinøya naturreservat.

## Bauwerke
An verschiedenen Stellen auf Hornøya finden sich Reste deutscher Gebäudeanlagen aus dem Zweiten Weltkrieg.
Im Nordwesten der Insel befindet sich das Leuchtfeuer Vardø fyr.